# Amtsvogtei Rothenbuch
Das Amt Rothenbuch (auch Kellerei Rothenbuch, ab 1772 Amtsvogtei Rothenbuch) war ein Amt von Kurmainz.

## Funktion
In der Frühen Neuzeit waren Ämter eine Ebene zwischen den Gemeinden und der Landesherrschaft. Die Funktionen von Verwaltung und Rechtsprechung waren hier nicht getrennt. Dem Amt stand ein Amtmann vor, der von der Landesherrschaft eingesetzt wurde.

## Geschichte

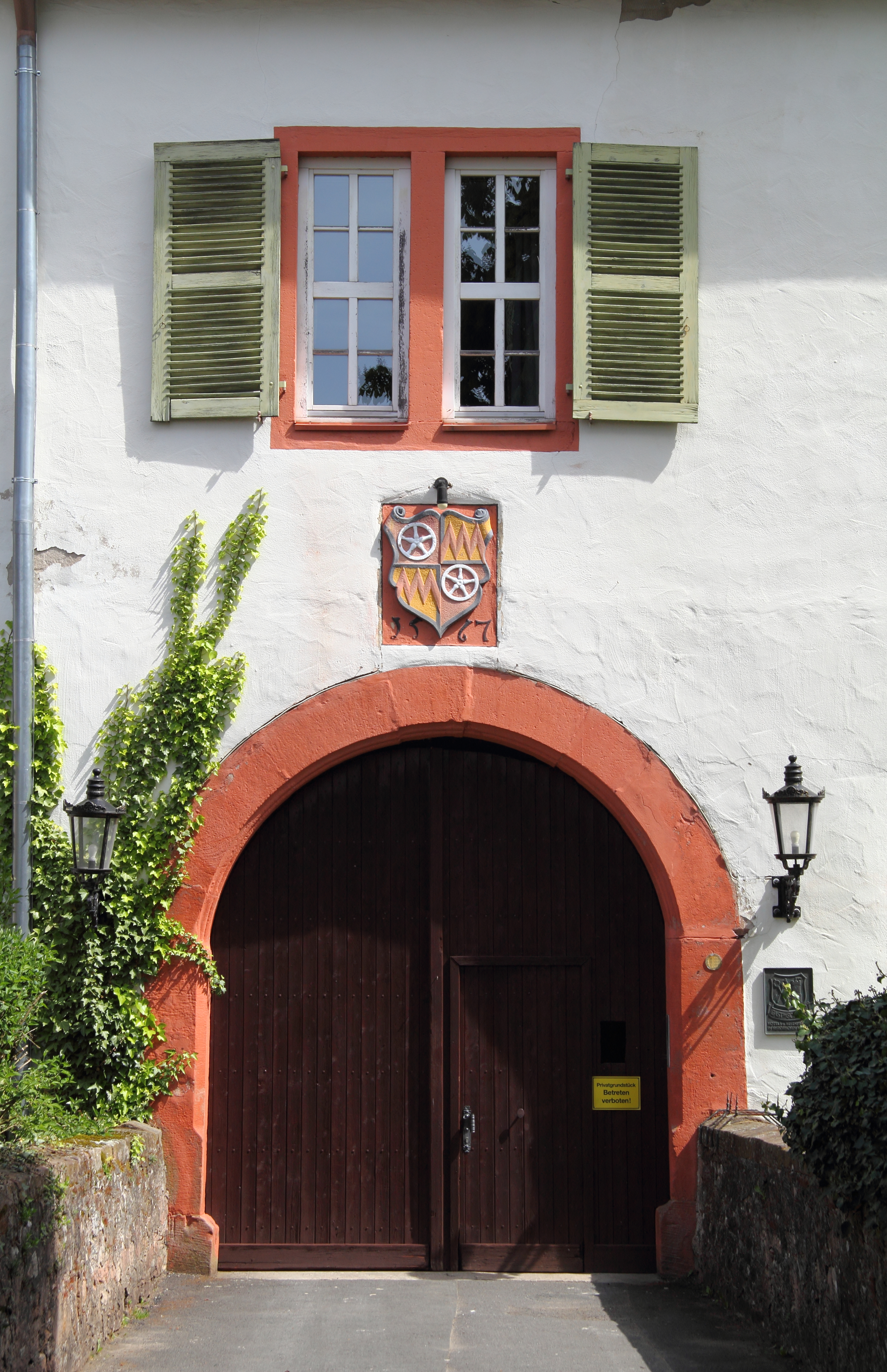
Schloss Rothenbuch, Sitz der Vogtei, mit erzbischöflichem Wappen

Die Kellerei Rothenbuch entstand als Verselbstständigung aus dem Vizedomamt Aschaffenburg. Rothenbuch gehörte zu den älteren Orten im Hochspessart und lag in einer Alleinlage in den Wäldern des Spessarts. Ab dem 14. Jahrhundert entwickelten sich aus Glashütten weitere Orte in der Umgebung, mit zeitlichem Abstand bildeten sich eigenständige Verwaltungsstrukturen. Der wichtigste neu entstandene Ort war der Pfarrort Wiesthal (1. Hälfte des 14. Jahrhunderts). Hinzu kamen im nächsten Jahrhundert Neuhütten, Habichsthal, Heigenbrücken und Krommenthal. Heinrichsthal und Jakobsthal kamen im späten 17. Jahrhundert dazu.
Höchster Beamter in Rothenbuch vor der Amtsbildung war zunächst der für den Spessart zuständige kurmainzische Forstmeister, der seinen Sitz im Schloss in Rothenbuch hatte. 1485 enthielt dessen Dienstbeschreibung erstmals auch die Verpflichtung zur Aufsicht über die Untertanen der Spessartdörfer. Ab dem letzten Viertel des 16. Jahrhunderts ist dann in den Urkunden von einem Amt Rothenbuch die Rede. 1686 wurden die beiden Ämter Rothenbuch und Heimbuchenthal in der Kellerei Rothenbuch und Heimbuchenthal (ab 1687: Kellerei Rothenbuch) zusammengefasst. 1691 erfolgte die Lösung vom Vizedomamt Aschaffenburg. Bereits 1704 wurde dies rückgängig gemacht und die Kellerei dem Vizedom wieder unterstellt.
Die Ämterreform von 1772 entstand die Amtsvogtei Rothenbuch. Diese wurde um die Orte Hain im Spessart, Laufach und Waldaschaff erweitert. Sitz des Amtsvogtes wurde Hain. 1782 wurde dieser Sitz zurück nach Rothenbuch verlegt. Gleichzeitig wurden die Kellereien Rothenbuch und Kaltenberg zu einer Kellerei Rothenbuch und Kaltenberg vereinigt. 
Die Amtsvogtei Rothenbuch gelangte infolge der Säkularisation des Erzbistums 1803 an das Fürstentum Aschaffenburg, gehörte anschließend mit diesem zum Großherzogtum Frankfurt und fiel 1814 an das Königreich Bayern.

## Persönlichkeiten

### Amtsmänner
- Johann Schweikard von Hettersdorf (?–1667)
- (erneut) Johann Philipp Waldbott von Bassenheim (zugleich Amtmann im Amt Lohr) (1667–?)
- Melchior Friedrich von Schönborn (Oberamtmann, gleichzeitig Vizedom in Aschaffenburg) (1696)
- Johann Franz Schnell von Rodenbach (1697–1702 oder 1704)

### Keller
- Georg Conrad Heusingen (zugleich Forstmeister im Spessart) (1686–1689)
- Michael Creutzer (1690–1692)
- Johann Martin Walter (1693–1698)
- Johann Barthel Hepp (1699–1700)
- in Personalunion mit der Oberkellerei Aschaffenburg (1701–1727)
- Johann Caspar Koch (1728–1763)
- Peter Molitor (1664–1772)
- Johann Peter Andreas Vorhaus (1773–1786)
- Vakanz (1787)
- Joseph Gerlach (1788–1803)

### Amtsvögte
- Heimbuchenthal
  - Johann Caspar Huband (1773–1781)
- Hain 
  - Andreas Roth (1773)
  - Benedikt Tholläus (1774–1782)
- Rothenbuch
  - Emmerich Karl Buchholz (1783–1790)
  - Heinrich Joseph Hensler (1791–1795)
  - Ludwig Behlen (1796–1803)